# Knut Lenaeus

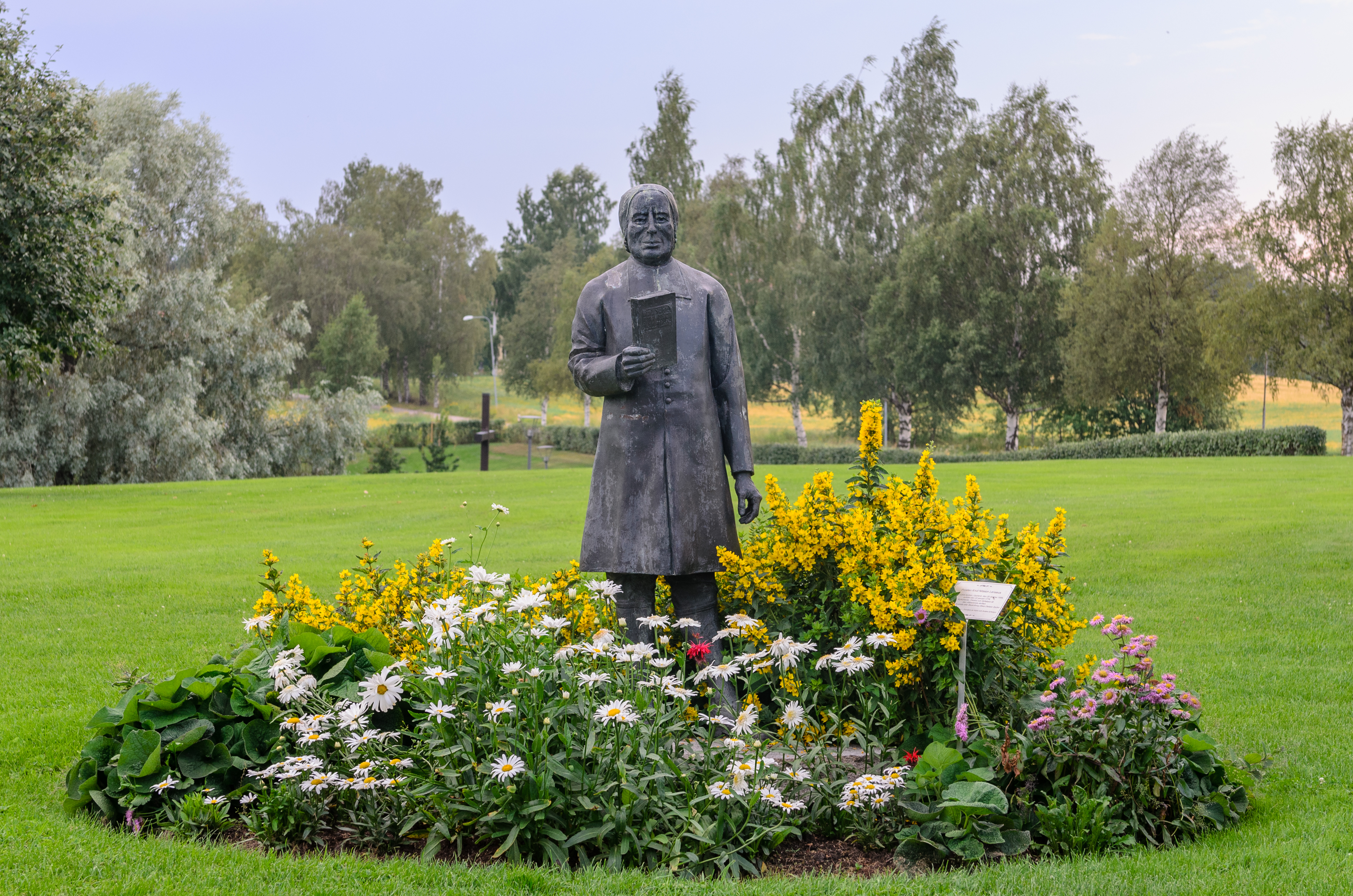
Skulptur av Knut Lenaeus utanför Delsbo kyrka.

Knut Nilsson Lenaeus, född 25 oktober 1688 i Lena socken, död 28 januari 1776 i Delsbo socken, var en svensk präst och bygdeskildrare. 

## Biografi
Lenaeus blev magister i Uppsala 1716, rektor vid Klara skola i Stockholm 1717, kyrkoherde i Estuna 1726, i Delsbo 1733 och kontraktsprost över norra Hälsingland. Han bevistade fem riksdagar. 
Lenaeus författade bland annat en Beskrifning öfver det heliga landet (1740) och det kulturhistoriskt värdefulla arbetet Delsboa illustrata publicerat 1764. Arbetet med att sammanställa materialet till Delsboa Illustrata hade påbörjats knappt tre decennier tidigare och bygger på både muntlig tradition och Lenaeus egna efterforskningar. Boken berättar om församlingsliv och händelser i omgivningarna under och före Laneaus tid som prost i kontraktet. Den i Delsbo 1740 nedbrunna kyrkan beskrivs ingånde, liksom återuppbyggnaden åren efter. Originalet är skrivet i frakturstil, varför en nedbantad utgåva som saknar bilder och valda textstycken, men med modernt typsnitt publicerades 1892. År 2008 publicerades en version med omarbetad och moderniserad text, samt färgbilder.
Den samtida levnadstecknaren Samuel Ödmann besökte Lenaeus 1768 och deltog bland annat i prästens årliga julfest på tjugondag knut. Ödmann beskrev prosten som en ordningsam och myndig man som hos ärkebiskopen i Uppsala därför gick under namnet "biskopen i Delsbo".